# 11 Batalion Saperów (LWP)
11 samodzielny batalion saperów (11 bsap) – samodzielny pododdział wojsk inżynieryjnych ludowego Wojska Polskiego.
Sformowany w miejscowości Lebiedin (okolice Sum) na podstawie rozkazu dowódcy 1 Armii Polskiej w ZSRR nr 1 z 1 kwietnia 1944 jako jednostka 1 Warszawskiej Brygady Saperów.
Przysięgę żołnierze batalionu złożyli 9 lipca 1944 we wsi Ostrów na Wołyniu.
28 maja 1945 Rada Najwyższa ZSRR odznaczyła Batalion Orderem Czerwonej Gwiazdy za „wzorowe wypełnianie zadań bojowych Naczelnego Dowództwa przy przerwaniu obrony Niemców i ofensywie na Berlin”.

## Obsada personalna
Dowódcy batalionu
- kpt. Roman Sokołowski

## Struktura organizacyjna
Etat 012/109

- Dowództwo i sztab
- pluton dowodzenia
- 3 x kompania saperów
  - 3 x pluton saperów
  - drużyna zaopatrzenia
- kwatermistrzostwo
  - punkt pomocy medycznej
  - lazaret weterynaryjny
  - warsztaty i magazyn techniczny
- drużyna gospodarcza

Razem:
żołnierzy – 321 (oficerów – 31, podoficerów – 62, szeregowych – 228)
sprzęt:
- miny – 483